# Silabario de Biblos
El silabario de Biblos, también conocido como el sistema pseudo-jeroglífico, proto-bíblico o bíblico, es un sistema de escritura aún no descifrado, conocido por diez inscripciones encontradas en Biblos. Las inscripciones están grabadas sobre placas de bronce y espátulas, y esculpidas en la roca. Las mismas fueron descubiertas por Maurice Dunand, durante excavaciones que realizó entre 1928 a 1932, publicando sus hallazgos en la monografía Byblia Grammata publicada en 1945. Las inscripciones han sido fechadas como pertenecientes al segundo milenio a. C. entre los siglos XVIII y XV a. C..
Se han encontrado ejemplos de este sistema en Egipto, Italia y Megiddo (Garbini, Colless).

## Descripción de las escrituras

### Las diez inscripciones
Los escritos de Biblos por lo general están escritos de derecha a izquierda; raramente se utilizan separadores entre palabras. Las diez inscripciones conocidas, denominadas a ... j según el orden en que fueron descubiertas son:
- Dos tablas rectangulares de bronce, documentos c (16×11 cm) y d (21×12 cm), con 225 y 459 caracteres, respectivamente. Ambas tablas poseen inscripciones en sus dos caras. Los caracteres no fueron realizados mediante rasgado sino mediante golpes de punzón sobre el metal.
- Cuatro "espátulas" de bronce (documentos b, e, f, y i, con 40, 17, 48, y 84 caracteres, respectivamente). Estas espátulas poseen una forma aproximadamente triangular con una manija tipo "tallo de flor" en el punto más agudo del triángulo. Su tamaño es de unos 5 x 9 centímetros y un espesor de 1 mm. No se sabe cuál era su función, pero Dunand cree que eran algún tipo de "etiquetas" adosadas por ejemplo a objetos votivos. Todas las espátulas poseen inscripciones en sus dos caras, excepto la espátula e (que solo está escrita de un lado). La escritura no es muy prolija. El texto en la parte posterior de la espátula f es el único de todos los textos encontrados que se lee de izquierda derecha. Las espátulas b e i utilizan breves trazos verticales como separadores de palabras.

 Inscripción de la espátula e. El mango de la espátula está roto; se presentan cuatro posibles reconstrucciones del carácter dañado en la inscripción.
- Cuatro fragmentos de estelas de piedra: documentos a, g, h, y j, con 116, 37, 7, y 13 caracteres respectivamente. Los caracteres están tallados con cuidado, con líneas de bases ("estilo monumental"). Dunand sugiere que los fragmentos h y j originalmente pertenecían al mismo documento; la composición química de la piedra de ambas parece idéntica. El texto en el fragmento g está escrito en sentido vertical, en cinco columnas. Parecería que el bloque j tiene trazos verticales como separadores de palabras.

### Lista de signos
Cada celda en la siguiente tabla muestra un signo (izquierda arriba), su número de código Dunand (abajo izquierda), su frecuencia (abajo a la derecha), y en el extremo superior derecho se indica si era utilizado en tabletas (T), espátulas (S), o monumentos (M). Los signos en distintas celdas podrían ser variantes escritas de un único; por ejemplo, en la fila superior los signos H6, G17, y E12 probablemente sean el mismo signo.